# Область Древнего Средиземья
Область Древнего Средиземья — единица фаунистического районирования суши, входящая в состав царства Арктогея (Палеарктическое подцарство). Расположена к северу от Северного тропика, охватывет аридные и субаридные территории, окружающие Средиземное море, а также территории Средней и Передней Азии.
Лето жаркое и сухое, зима тёплая и влажная. Для области характерны вечнозелёные жестколиственные леса (на западе, в Средиземноморье), трансформировавшиеся под воздействие анропогенной нагрузки в ксерофитные кустарники и полукустарнички (маквис и др.); полупустыни и пустыни (на юге и востоке области).
Особенности рельефа области (чередование депрессий и гор) обуславливает разообразие растительности, а оно, в свою очередь, разнообразие животного мира. Доминирование безлесных ландшафтов объясняет преобладание в фауне видов, характерных для открытых пространств.
Млекопитающие: распространены семейства селевиниевых, тушканчиковых, многие песчанки, из грызунов — слепыши, обитают также виверровые, гиеновые, кошки, из копытных — ослы, горные бараны, антилопы, лань. Многочисленны летучие мыши.
Птицы: рябки, дрофы, жаворонки, пустынные сойки, воробьиные (вьюрки, испанский воробей, сорокопуты, славки). В горах — грифы, горные куропатки.
Рептилии: фауна рептилий очень богата, в основном это семейства гекконов (в том числе эндемичные роды сцинковых гекконов и геккончиков), агамовых (в том числе роды эндемичных змееящериц и круглоголовок), настоящих ящериц. Семейство веретеницевых представлено крупным желтопузиком. Из змей — разнообразны ужи, полозы (в том числе, эскулапов полоз), из ядовитых змей — гадюковые, слепозмейки.
Амфибии: европейский протей, саламандры (роды Salamandra, Martensiela, Chioglassa, Salamandrina), тритоны (в том числе эндемики), чесночницы (сирийская и испанская) и др.